# The Second Step: Chapter Two
The Second Step: Chapter Two è il secondo EP della boy band sudcoreana Treasure, pubblicato nel 2022.

## Tracce
1. Hello – 3:01
2. VolKno (Choi Hyun-suk, Yoshi, Haruto) – 3:15
3. Clap! – 3:03
4. Thank You (고마워; Asahi, Haruto) – 3:16
5. Hold It In (물 어둡다; Mul Eoduptta) – 3:17

- Tracce Bonus - CD

1. Darari (Rock remix) – 3:44

- Versione Giapponese

1. Hello (Japanese version) – 3:01
2. VolKno (Japanese version) – 3:16
3. Clap! (Japanese version) – 3:03
4. Thank You (ありがとう; Japanese version) – 3:16
5. Hold It In (Japanese version) – 3:17
6. Yamai (病)

- Versione Giapponese - Tracce Bonus CD

1. Darari (Japanese version; rock remix)